# Lista de deputados estaduais do Amazonas da 20.ª legislatura
Esta é a lista de deputados estaduais do Amazonas eleitos para a 20.ª legislatura. Um total de 10 deputados estaduais foram eleitos em 2 de outubro de 2022, sendo 14 reeleitos. Os parlamentares irão legislar por um mandato de quatro anos entre 1.º de fevereiro de 2023 e 1.º de fevereiro de 2027. A cada biênio, será eleita uma mesa diretora dentre os parlamentares para chefiar os trabalhos da Assembleia Legislativa do Amazonas.

## Partidos
| Partido      | Líder              | Número de deputados | Posição      |
| ------------ | ------------------ | ------------------- | ------------ |
| UNIÃO        | George Lins        | 6 / 24              | Governo      |
| Avante       | Daniel Almeida     | 4 / 24              | Governo      |
| PODE         | Dan Câmara         | 3 / 24              | Governo      |
| PL           | —                  | 3 / 24              | —            |
| Republicanos | João Luiz          | 2 / 24              | Independente |
| MDB          | Cristiano D'Ângelo | 1 / 24              | Independente |
| PRD          | Felipe Souza       | 1 / 24              | Governo      |
| PMB          | Rozenha            | 1 / 24              | Governo      |
| PT           | Sinésio Campos     | 1 / 24              | —            |
| PV           | Carlinhos Bessa    | 1 / 24              | Governo      |
| Cidadania    | Wilker Barreto     | 1 / 24              | Oposição     |

## Parlamentares
| Nome | Nome               | Partido      | Votos   | Notas                  | Perfil |
| ---- | ------------------ | ------------ | ------- | ---------------------- | ------ |
|      | Roberto Cidade     | UNIÃO        | 105.510 |                        | Ver    |
|      | Joana Darc         | UNIÃO        | 87.182  |                        | Ver    |
|      | Felipe Souza       | PRD          | 50.454  | Eleito pelo Patriota   | Ver    |
|      | Alessandra Campelo | PODE         | 48.533  | Eleita pelo PSC.       | Ver    |
|      | Abdala Fraxe       | Avante       | 46.287  |                        | Ver    |
|      | João Luiz          | Republicanos | 44.940  |                        | Ver    |
|      | Dr. George Lins    | UNIÃO        | 44.520  |                        | Ver    |
|      | Professor Sinésio  | PT           | 38.482  |                        | Ver    |
|      | Carlinhos Bessa    | PV           | 37.131  |                        | Ver    |
|      | Cristiano D'Ângelo | MDB          | 36.658  |                        | Ver    |
|      | Cabo Maciel        | PL           | 35.853  |                        | Ver    |
|      | Daniel Almeida     | Avante       | 35.755  |                        | Ver    |
|      | Mayra Dias         | Avante       | 34.563  |                        | Ver    |
|      | Débora Menezes     | PL           | 32.406  |                        | Ver    |
|      | Thiago Abrahim     | UNIÃO        | 31.731  |                        | Ver    |
|      | Dra. Mayara        | Republicanos | 29.970  |                        | Ver    |
|      | Dr. Gomes          | PODE         | 26.941  | Eleito pelo PSC.       | Ver    |
|      | Adjuto Afonso      | UNIÃO        | 26.341  |                        | Ver    |
|      | Delegado Pericles  | PL           | 24.715  |                        | Ver    |
|      | Wilker Barreto     | MOBILIZA     | 24.134  | Eleito pelo Cidadania. | Ver    |
|      | Mário César Filho  | UNIÃO        | 22.309  |                        | Ver    |
|      | Comandante Dan     | PODE         | 21.770  | Eleito pelo PSC.       | Ver    |
|      | Rozenha            | PMB          | 20.876  |                        | Ver    |
|      | Wanderley Monteiro | Avante       | 17.787  |                        | Ver    |